# Синельникова, Ева Ефремовна
Е́ва Ефре́мовна Сине́льникова (12 марта 1911, Киев — 2 октября 2000, Нью-Йорк) — советская актриса и режиссёр Театра кукол имени С. В. Образцова, Заслуженная артистка РСФСР (1959).

## Биография
Училась в Москве на музыкальных ритмических курсах при Доме художественного воспитания детей (1928—1929), в физкультурно-ритмическом техникуме (1929—1932). Работала педагогом-массовиком в Бюро художественного обслуживания Московского отдела народного образования (1928—1929), в театре Кукол и масок ПОНО (1933—1937), в театре кукол Желдороно (1937—1939). С 1939 года по 1980 год состояла в труппе Центрального театра кукол под руководством С.В. Образцова.
Эмигрировала с мужем в США в 1980 году, жила в Бруклине. 
Скончалась 2 октября 2000 года в Нью-Йорке.

### Семья
Муж — актёр и режиссёр Георгий Давыдович Синельников (1910—1992). Сестра мужа — народная артистка РСФСР Мария Давыдовна Синельникова. Брат мужа — анатом Рафаил Давыдович Синельников.

## Творчество
Актриса театра кукол Образцова. Исполняла роли царевны Будур в спектакле «Волшебная лампа Аладдина», Эдны Стэрвэ в спектакле «Под шорох твоих ресниц» и певицы в спектакле «Необыкновенный концерт».
Озвучивала кукушку в фильме «Сказка о потерянном времени».
Первая исполнительница роли Хрюши в передаче «Спокойной ночи, малыши!».
В 1958—1980 г. вела куклу Буратино в телепередаче «Выставка Буратино», созданной художником-мультипликатором Вадимом Курчевским. 
Её «кукольным» голосом говорят многие герои мультфильмов и радиопостановок записанных в СССР в 1946—1983 г. Исполнительница детских песен.

## Награды и звания
- Заслуженная артистка РСФСР (1959)